# IC 3268
IC 3268 est une galaxie irrégulière (naine ?) relativement rapprochée et de type magellanique située dans la constellation de la Vierge.  Sa vitesse par rapport au fond diffus cosmologique est de 1 071 ± 25 km/s, ce qui correspond à une distance de Hubble de 15,8 ± 1,2 Mpc (∼51,5 millions d'al). Elle a été découverte par l'astronome allemand Auguste Voigt en 1865.
IC 3268 présente une large raie HI. Elle renferme également des régions d'hydrogène ionisé.

## Distance d'IC 3268
À ce jour, deux mesures non basées sur le décalage vers le rouge (redshift) donnent une distance de 29,100 ± 10,324 Mpc (∼94,9 millions d'al), ce qui est à l'intérieur des valeurs de la distance de Hubble. 
Cette galaxie, comme plusieurs de l'amas de la Vierge, est relativement rapprochée du Groupe local et on obtient souvent une distance de Hubble très différente en raison de leur mouvement propre dans le groupe où dans l'amas où elles sont situées. La distance de 29,1 Mpc est peut-être plus près de la réalité. Selon ces deux mesures, IC 3268 se dirigerait vers le centre de l'amas en direction de la Voie lactée.
Notons que c'est avec la valeur moyenne des mesures indépendantes, lorsqu'elles existent, que la base de données NASA/IPAC calcule le diamètre d'une galaxie. Comme il n'y a que deux mesures, la distance de Hubble est peut-être plus près de la distance réelle d'IC 3268. Si on utilise cette distance, le diamètre de cette galaxie est d'environ 14,8 kpc (∼48 300 al) et on peut alors la qualifier de galaxie naine.

## Groupes de M49, de M60 et l'amas de la Vierge
Selon A.M. Garcia, IC 3268 est l'une des nombreuses galaxies du groupe de M49 (127 au total) qu'il a décrit dans un article publié en 1993. On retrouve dans cette liste 63 galaxies du New General Catalogue dont NGC 4382 (M85), NGC 4472 (M49), NGC 4516, NGC 4649 (M60) ainsi que 20 galaxies de l'Index Catalogue.
La plupart des galaxies du groupe de M49 apparaissent dans une liste de 227 galaxies d'un article publié par Abraham Mahtessian en 1998, mais IC 3268 n'y figure pas. Cette liste comporte plus de 200 galaxies du New General Catalogue et une quinzaine de galaxies de l'Index Catalogue, mais aucune de 18 des 20 galaxies de ce même catalogue qui figurent dans la liste de Garcia. On retrouve dans cette liste 10 autres galaxies du Catalogue de Messier, soit M49, M58, M60, M61, M85, M87, M88, M91, M99 et M100.
Toutes les galaxies de la liste de Mahtessian ne constituent pas réellement un groupe de galaxies. Ce sont plutôt plusieurs groupes de galaxies qui font tous partie d'un amas galactique, l'amas de la Vierge. Pour éviter la confusion avec l'amas de la Vierge, on peut donner le nom de groupe de M60 à cet ensemble de galaxies, car c'est l'une des plus brillantes de la liste. L'amas de la Vierge est en effet beaucoup plus vaste et compterait environ 1300 galaxies, et possiblement plus de 2000, situées au cœur du superamas de la Vierge, dont fait partie le Groupe local,.
De nombreuses galaxies de la liste de Mahtessian se retrouvent dans onze groupes décrits dans un article d'A.M. Garcia, soit le groupe de NGC 4123 (7 galaxies), le groupe de NGC 4261 (13 galaxies), le groupe de NGC 4235 (29 galaxies), le groupe de M88 (13 galaxies, M88 = NGC 4501), le groupe de NGC 4461 (9 galaxies), le groupe de M61 (32 galaxies, M61 = NGC 4303), le groupe de NGC 4442 (13 galaxies), le groupe de M87 (96 galaxies, M87 = NGC 4486), le groupe de M49 (127 galaxies, M49 = NGC 4472), le groupe de NGC 4535 (14 galaxies) et le groupe de NGC 4753 (15 galaxies). Ces onze groupes font partie de l'amas de la Vierge et ils renferment 396 galaxies. Certaines galaxies de la liste de Mahtessian ne figurent cependant dans aucun des groupes de Garcia et vice versa.